# Philodromus vulpio
Philodromus vulpio là một loài nhện trong họ Philodromidae.
Loài này thuộc chi Philodromus. Philodromus vulpio được Eugène Simon miêu tả năm 1910.